# Émile Amann
Pour les articles homonymes, voir Amann.
Émile Amann, né le 4 juin 1880 à Pont-à-Mousson et mort le 11 janvier 1948 à Strasbourg, est un historien français de l'Église catholique.

## Biographie
Après des études au grand séminaire de Nancy, Émile Amann poursuit sa formation à l'Institut catholique, à Paris. Il est mobilisé en 1914 et combat durant les quatre années de la première guerre mondiale. Après sa démobilisation, il rejoint la faculté de théologie catholique de l'Université de Strasbourg (refondée après le retour à la France des trois départements annexés en 1870), où il enseigne l'histoire ancienne de l'Église jusqu'à sa mort.
Il est notamment reconnu pour sa collaboration au Dictionnaire de théologie catholique, de 1922 à sa mort.

## Publications
- Le Protévangile de Jacques et ses remaniements latins, Paris, Letouzey et Ané, 1910, 404 p. (disponible sur Internet Archive).
- Les actes de Paul et ses épîtres apocryphes (1913)
- Les actes de Pierre (1920)
- Le dogme catholique dans les pères de l'église, Paris, Beauchesne, 1922, 436 p. (disponible sur Internet Archive).
- L’Église des premiers siècles (1928)
- (en) The church of the early centuries, Londres, Sands, 1930, 260 p. (disponible sur Internet Archive).
- L'époque carolingienne (1938)
- L’Église au pouvoir. Les laïcs (1940)